# 行方洸二
行方 洸二（なめかた こうじ、1982年9月22日 - ）は、日本の男性俳優、声優、ゲームクリエイター。フリー。埼玉県出身。血液型はA型。以前はアクロス エンタテインメントに所属していた。

## 人物
- ナメプロというゲーム制作コミュニティの主催も務めている。

## 出演作品

### テレビアニメ
2013年
- アウトブレイクカンパニー（兵隊1、特殊部隊B）

2014年
- 魔法少女大戦（警察官）

### ゲーム
2009年
- 蒼空のフロンティア

2013年
- 1/2summer+

2014年
- ドラゴンジェネシス 聖戦の絆（魔道士男、レンジャー男）

2015年
- ポイッとヒーロー（ニール、メイフィールド）

### ドラマCD
- タイプムーンフェス特典ドラマCD（観客3.7、コマドリ9）

### デジタルコミック
2013年
- モーションコミック 虎と狼（宇都宮）

2014年
- モーションコミック ひるなかの流星（保男、すずめの父、生徒男）
- モーションコミック ミックスベジタブル（生徒男、寿司屋の職人）
- モーションコミック ちとせetc.（市井奏太）
- モーションコミック ハツカレ（ハシモトの友達B）

### ボイスオーバー
- ROAD TO NINJA -NARUTO THE MOVIE- 完全ガイド

### 舞台
- 演劇集団チキンラン「トラバント」
- 裁判長!ここは懲役4年でどうすか The Stage

### 同人CD
- うみねこのなく頃にキャラソンアルバム 六軒島夜会「257万なんとか分の1」（ウィルの歌唱担当）

### その他
- 英語順.com
- ウルトラマンショー（ウルトラマン80の声）

## ナメプロ制作作品
2015年
- 俺の年末年始は修羅場過ぎる
- くら×クラ〜Eternal Ocean Life〜